# Boskamp
Boskamp es una localidad situada en el centro norte de Surinam en el distrito de Saramacca. Se encuentra frente a Jenny, a la que está conectada a través del puente Coppename.